# Karjamaa
Karjamaa (de naam betekent ‘weiland’) is een subdistrict of wijk (Estisch: asum) binnen het stadsdistrict Põhja-Tallinn in Tallinn, de hoofdstad van Estland. De wijk grenst in het noordoosten aan de Baai van Tallinn (Estisch: Tallinna laht), onderdeel van de Finse Golf, en verder aan de wijken Kalamaja, Pelgulinn, Sitsi en Paljassaare.
De wijk had 4.982 inwoners op 1 januari 2020.

## Geschiedenis

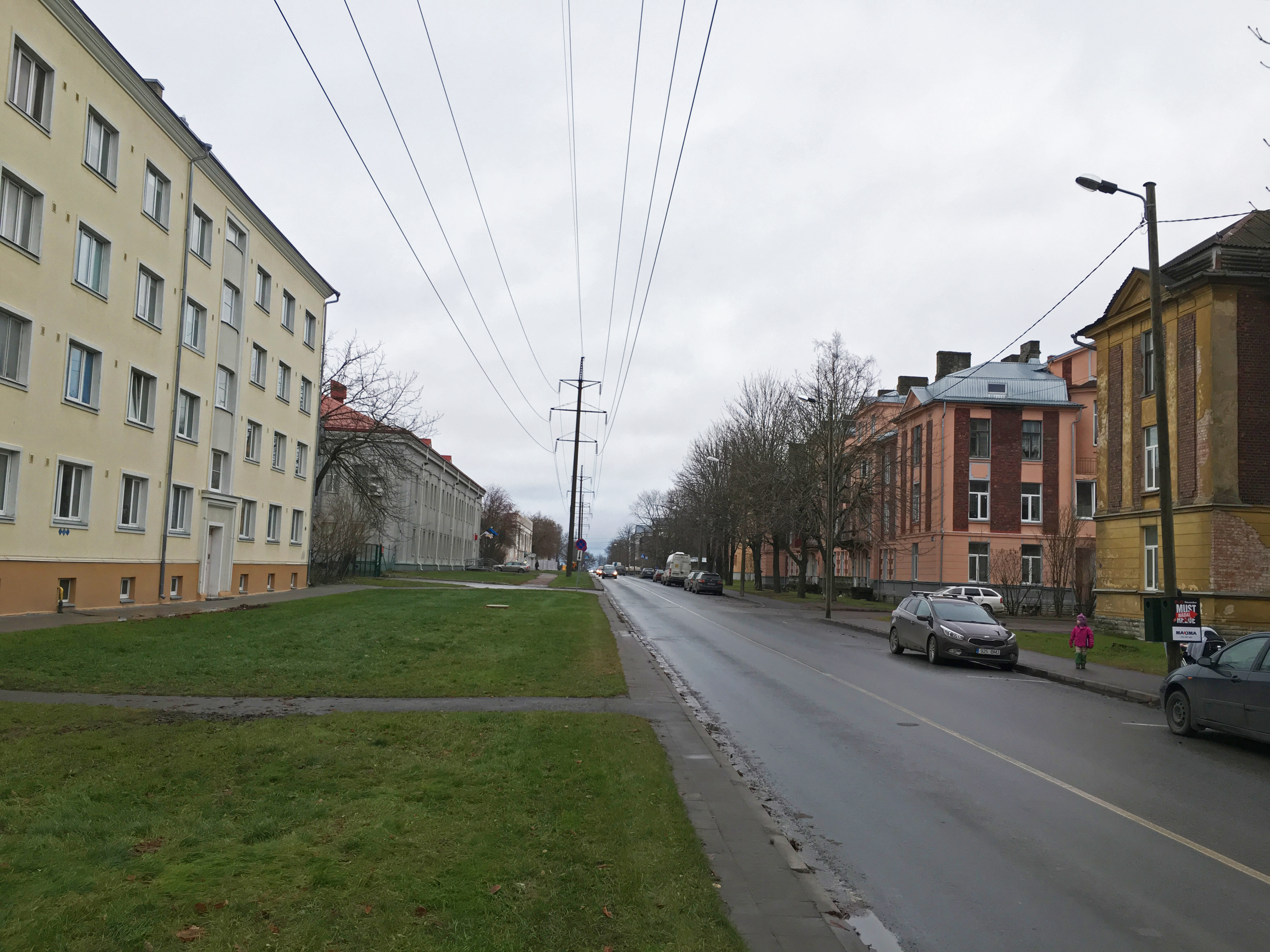
Flats in Karjamaa

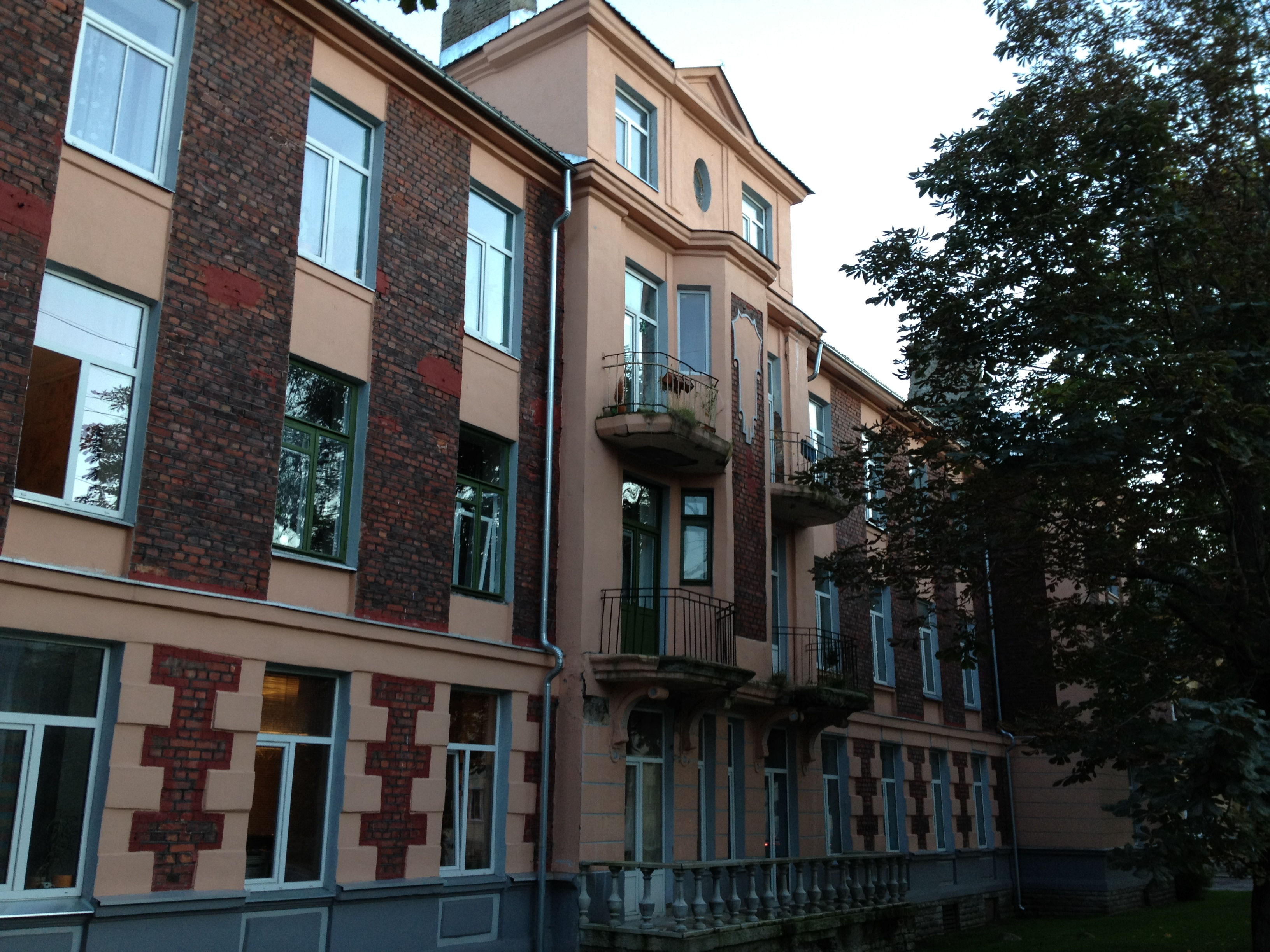
Kazerne, gebouwd in 1915, nu een appartementencomplex

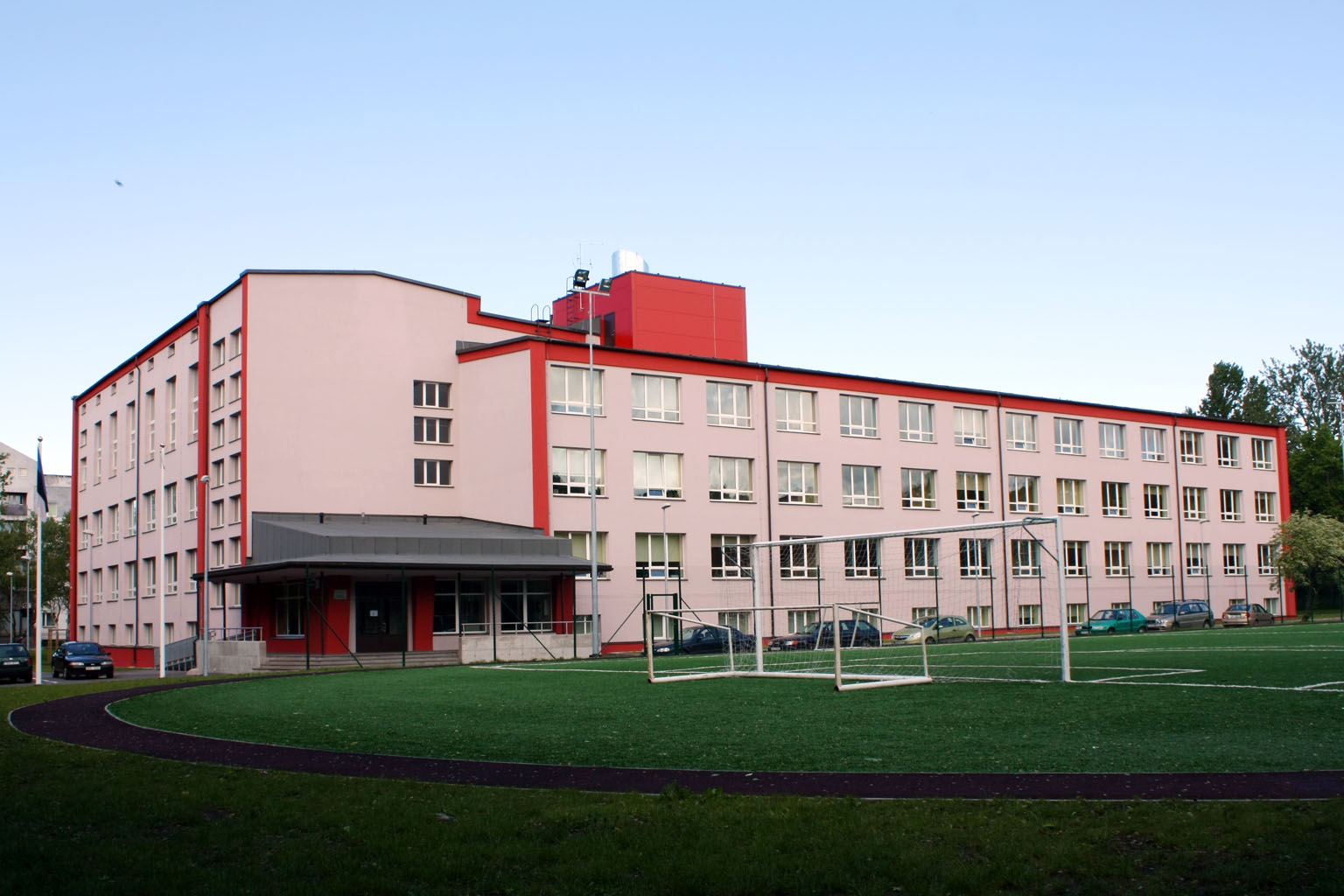
De Karjamaa Põhikool

Het gebied wordt voor het eerst vermeld in 1374 onder de naam Zudenpeyke of Susipea (‘Wolfskop’). Het diende eeuwenlang als grasland waarop de bevolking van Tallinn runderen kon laten grazen.
In 1728 werd in het gebied een marinehospitaal geopend. Woningbouw in de vorm van eenvoudige houten huizen begon pas op het eind van de 19e eeuw. De huizen waren bedoeld voor de arbeiders van de katoenfabriek Balti Puuvillavabrik in de aangrenzende wijk Sitsi.
Kort voor de aanvang van de Eerste Wereldoorlog werd in Karjamaa een marinehaven aangelegd voor de Russische vloot. Het is nu onder de naam Miinisadam de belangrijkste haven van de Estische marine. In de buurt van de haven werd ook een scheepswerf aangelegd en werden opslagplaatsen voor olie en benzine gebouwd.
Ten noorden van Miinisadam ligt ook een kleine haven, Hundipea sadam. De haven is tegenwoordig de thuisbasis van de loodsen voor de zee bij Tallinn en van de ijsbrekers die in de winter worden ingezet om routes voor de schepen vrij te houden.
In 1923 werd een in 1910 gestichte apparatenfabriek omgebouwd tot de wapenfabriek ‘Arsenal’. In 2016 heeft de supermarktketen Selver een supermarkt geopend in het voormalige fabriekspand.
In 1926 werd in Karjamaa een zendstation van de Estische radio-omroep in gebruik genomen. In 1950 kwam daar een radiozender voor het Rode Leger bij, gevestigd in een voormalige methodistische kerk, die gebouwd was in 1934. Het gebouw is in 1991 afgebroken.
In de jaren zestig van de 20e eeuw werden in Karjamaa flats neergezet volgens het principe van de Plattenbau. De flats zijn ook vandaag de dag nog beeldbepalend voor de wijk. In 2003 is de gemeente Tallinn begonnen de flats, die in een slechte staat van onderhoud verkeerden, op te knappen.
Karjamaa kreeg in 1964 een middelbare school, het Karjamaa Gümnaasium. In 2016 werd de school omgezet in een basisschool, de Karjamaa Põhikool. De school is Russischtalig, maar er worden ook lessen in het Estisch gegeven.
Een oude kazerne uit de tsarentijd, gebouwd in 1915, werd in 2003 omgebouwd tot appartementencomplex.
Sinds 2010 heeft Karjamaa een park. Daarin staat een beeld van een koe, dat herinnert aan de vroegere bestemming van de wijk: die van grasland.

## Vervoer
De wijk heeft twee grote doorgaande wegen die noord-zuid lopen: Tööstuse tänav en Kopli tänav, en één doorgaande weg die oost-west loopt: de Erika tänav. De Kopli tänav vormt de grens met de wijken Sitsi en Pelgulinn. Over die weg lopen de tramlijnen 1 van Kopli naar Kadriorg en 2 van Kopli naar Ülemiste. De wijk wordt ook bediend door een aantal buslijnen.
Door de wijk loopt een goederenspoorlijn, die de havens van Karjamaa, Kopli en Paljassaare verbindt met het Estische spoorwegnet.